# ソビエト連邦中央執行委員会
ソビエト連邦中央執行委員会 (ロシア語: Центральный исполнительный комитет СССР) は、1922年から1938年までソビエト連邦に存在した最高統治機関。
ソビエト大会の休会中にソビエト連邦を代表する最高統治機関だったが、スターリン憲法によって最高会議の幹部会に置き換えられた。

## 概要
ソビエト連邦中央執行委員会は1924年憲法の下で、ソビエト大会を構成する連邦会議と民族会議からなっていた。それに加えて、連邦加盟共和国にも独自の中央執行委員会があった。ロシア・ソビエト連邦社会主義共和国のロシア中央執行委員会、ウクライナ・ソビエト社会主義共和国のウクライナ中央執行委員会、白ロシア・ソビエト社会主義共和国の白ロシア中央執行委員会、ザカフカース社会主義連邦ソビエト共和国のザカフカース中央執行委員会である。

## 幹部会
中央執行委員会の幹部会は21人のメンバーから構成され、連邦会議と民族会議の議長も含まれていた。このうち、構成共和国の代表（連邦結成当時は4人）が幹部会の共同議長に選出された。
- ロシア社会主義連邦ソビエト共和国：
  - ミハイル・カリーニン（1922年12月30日 -  1938年1月12日）
- ウクライナ社会主義ソビエト共和国：
  - グリゴリー・ペトロフスキー（1922年12月30日 -  1938年1月12日）
- 白ロシア社会主義ソビエト共和国：
  - アレクサンドル・チェルヴャコフ（1922年12月30日 -  1937年6月16日）
- ザカフカース社会主義連邦ソビエト共和国：
  - ナリマン・ナリマノフ（1922年12月30日〜1925年3月19日）
  - ガザンファル・ムサベコフ（1925年5月21日 -  1937年6月）

1924年憲法施行後にソビエト連邦に加盟した共和国（自治共和国からの昇格）の中央執行委員会議長も幹部会の共同議長に選出された。
- ウズベク社会主義ソビエト共和国（1924年以降）：
  - ファイズッラ・ホジャエフ（1925年5月21日 -  1937年6月17日）
- トルクメン社会主義ソビエト共和国（1925年以降）：
  - ネディルバイ・アイタコフ（1925年5月21日 -  1937年7月21日）
- タジク社会主義ソビエト共和国（1929年以降）：
  - ヌスラトゥッロ・マクスム（1931年3月18日 -  1934年1月4日）
  - アブドゥッロ・ラヒンバエフ（1934年1月4日 - 1937年9月）

## 権限
1924年憲法での中央執行委員会の権限は以下の通り。
- ソビエト大会の召集
- 人民委員会議（ソヴナルコム）の選出
- 立法権、法律の解釈権。
- 立法権の管理。